# Calle de la Cruz Verde (Madrid)
La calle de la Cruz Verde de Madrid es una estrecha vía urbana del barrio de Universidad (015), que asciende en dirección sur-norte desde la calle de la Luna hasta la calle del Pez, paralela a la Carrera de San Bernardo. Su nombre hace referencia al emblema de la Inquisición española.

## Historia
En los planos de Pedro Teixeira y de Espinosa aparece con este mismo nombre, aunque Peñasco y Cambronero especulan que antes se llamó de Tres Cruces, supuesto poco probable quizá. Répide la organiza en el barrio de la Estrella del distrito Centro, adscrita a la parroquia de San Martín. Mesonero Romanos, por su parte, la menciona de forma sucinta en su descripción del sector de Porta-Coeli y Maravillas.

La Cruz Verde emblema del escudo de armas de la Santa Inquisición (desde 1571).

Tomó su nombre esta calle de la siniestra circunstancia de que en este lugar, extramuros del portillo de Santo Domingo, celebraban la Iglesia y el pueblo de Madrid los autillos y ejecuciones administrados por el Tribunal del Santo Oficio de la Inquisición, cuyo quemadero quedaba localizado e indicado por la tradicional gran cruz verde allí emplazada.
En esta calle estuvo, como recuerdan Répide y Emilio Carrere el café de Prada que tenía entrada por San Bernardo, y fue reducto sucesivo de estudiantes de la antigua Universidad Central, jugadores de billar, «parejas misteriosas de damas y galanes (...) mozas de partido y sus cortejos permanentes o fugaces».
Se conservan establecimientos castizos como el bar “Boñar de León”, uno de los «templos míticos de la tapa madrileña» y el plato de cocido; o la ‘pintoresca santería’ que tiene entrada por la calle del Pez; y “El Filobiblión”, histórico cenáculo de los libros antiguos que se amontonan en absoluto desorden en su interior.

## Travesía de la Cruz Verde
Anexa a esta calle discurre la que fuera llamada calle del Nabo, por el mercadillo de hortalizas procedentes del pueblo de Fuencarral que se montaba en este lugar (una breve callejuela de apenas 20 metros de largo por 5 y medio de ancho). Suprimida la venta ambulante en 1835, la calle se renombró como travesía de la calle de la Cruz, que une con la de San Bernardo. En su corto recorrido hubo una fuente pública con agua del viaje de Amaniel (que Pedro de Répide supone fuese la misma de la antigua fuente del Cura que hubo en la vecina calle del Pez).

## En la literatura
En 1902, Emilia Pardo Bazán retrata esta calle en su cuento El rival, con párrafos como este:

me propuso lo que acepté inmediatamente: ir a consultar a una adivina, sonámbula o qué sé yo, recién llegada a París. Dicho y hecho; nos embutimos en un simón -a esas cosas no se suele ir en coche propio-, llegamos a la calle de la Cruz Verde, nombre fatídico que recuerda la Inquisición, subimos una escalera destartalada y entramos en una salita con muebles antiguos, de empalidecido damasco carmesí... -¿Y cómo es que una hechicera parisiense se había metido en tal tugurio? -preguntamos al vizconde.